# یوگنی لوینه
یوگنی لوینه (روسی: Евгений Левине؛ ۱۰ مه ۱۸۸۳ – ۵ ژوئن ۱۹۱۹ (در ۳۶ سالگی)) انقلابی کمونیست و رهبر و سیاستمدار اهل کشور روسیه بود. وی مدت زمان کوتاهی در خلال جنگ جهانی اول در ارتش آلمان خدمت کرده بود.